# Červená Lhota (Pluhův Žďár)
Červená Lhota (německy Rothlhota) je malá vesnice, část obce Pluhův Žďár v okrese Jindřichův Hradec v Jihočeském kraji. Nachází se asi tři kilometry severně od Pluhova Žďáru. Je zde evidováno 17 adres. V roce 2011 zde trvale žilo třicet obyvatel.
Místní část Červená Lhota ležící v katastrálním území Jižná, které má výměru 8,25 km², představuje drobnou o několika usedlostech a hospodářských staveních, které sloužily jako bezprostřední zázemí zámku.

## Historie
První písemná zmínka o vesnici pochází z roku 1378.

## Obyvatelstvo
| Rok            | 1869 | 1880 | 1890 | 1900 | 1910 | 1921 | 1930 | 1950 | 1961 | 1970 | 1980 | 1991 | 2001 | 2011 | 2021 |
| -------------- | ---- | ---- | ---- | ---- | ---- | ---- | ---- | ---- | ---- | ---- | ---- | ---- | ---- | ---- | ---- |
| Počet obyvatel | 149  | 182  | 171  | 162  | 178  | 168  | 144  | 103  | 59   | 49   | 44   | 36   | 25   | 30   | 27   |
| Počet domů     | 27   | 27   | 29   | 28   | 28   | 27   | 28   | 29   | 29   | 13   | 14   | 17   | 18   | 18   | 17   |

## Obecní správa
Při sčítání lidu v letech 1850–1976 Červená Lhota byla osadou obce Jižná, se kterým patřila nejprve do okresu Pelhřimov, ale v letech 1900–1950 v okrese Kamenice nad Lipou a od roku 1960 v okrese Jindřichův Hradec. Od 30. dubna 1976 je částí obce Pluhův Žďár v okrese Jindřichův Hradec.

## Pamětihodnosti
- Panský dvůr čp. 6
- Usedlost čp. 8

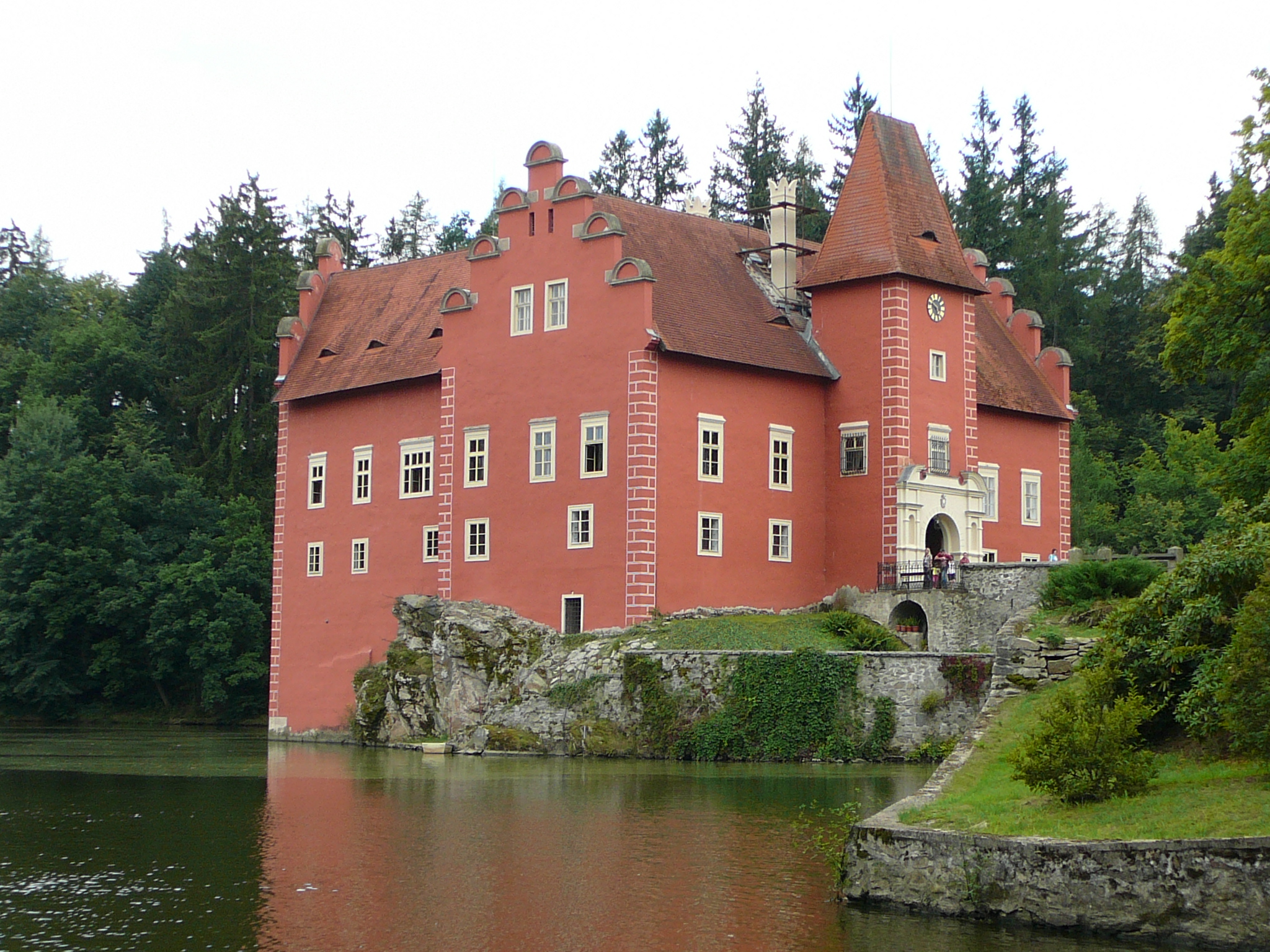
Zámek Červená Lhota

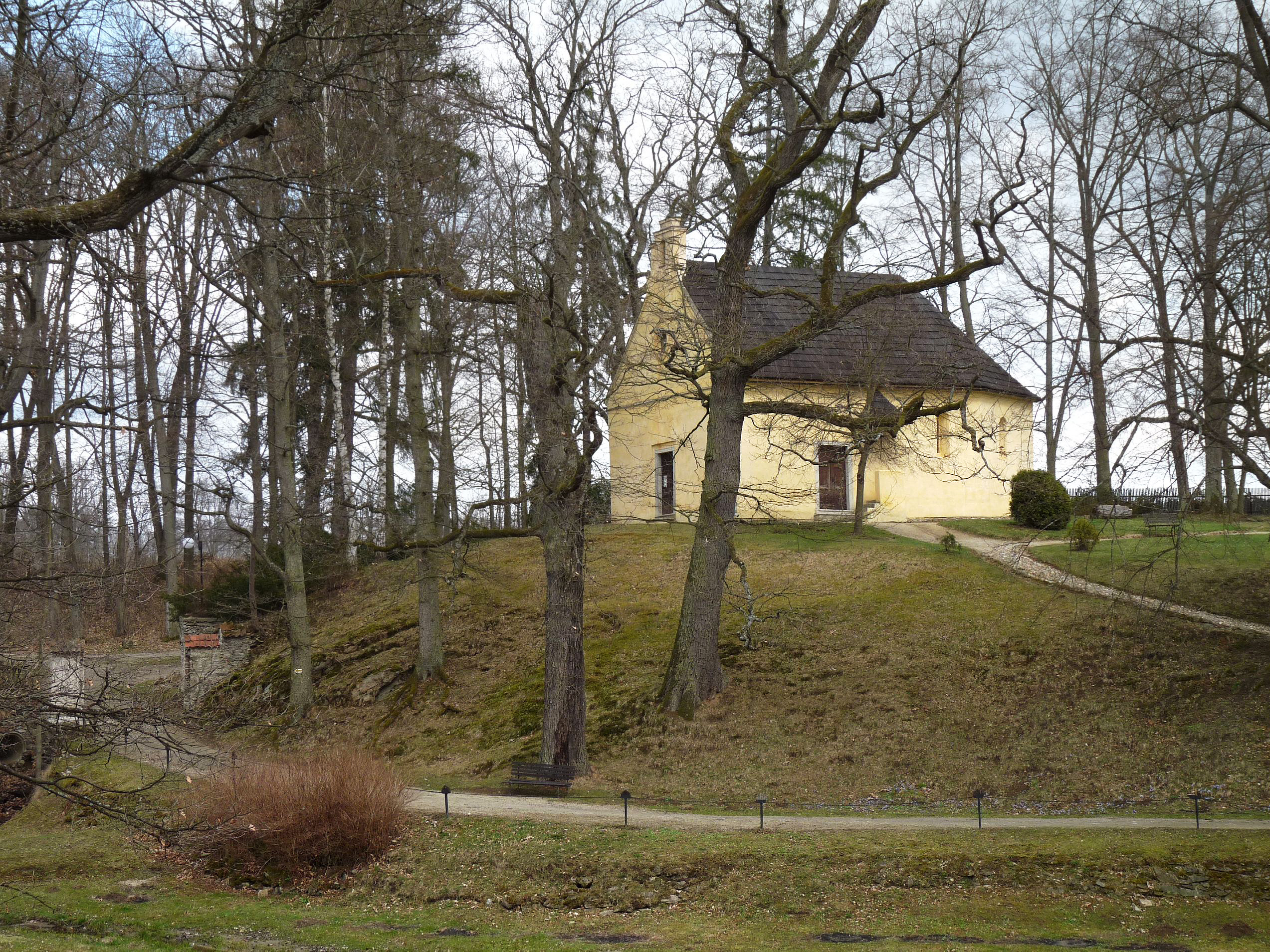
Kaple Nejsvětější Trojice

Ve vsi se nachází řada staveb s lidovými stavebními prvky, stará sýpka, ale také se dochovalo sousoší, připomínající úspěchy kolektivizace československého socialistického zemědělství, které stojí u ní.

### Zámek
Největší pamětihodností vesnice je zdejší renesanční vodní zámek, jenž patří k  turisticky nejnavštěvovanějším zámkům v  celých Čechách. Za zmínku stojí také zámecká kaple Nejsvětější Trojice stojící na návrší nad jedním z rybníků u zámku. Nejznámějším rybníkem je Zámecký, který zámek obklopuje.